# Филбин, Джой
Бетт Джой Фи́лбин (англ. Bette Joy Philbin), в девичестве — Сени́с (англ. Senese; 1 февраля 1940, Нью-Йорк, Нью-Йорк, США) — американская телеведущая.

## Биография
Бетт Джой Филбин, в девичестве Сенис, родилась 1 февраля 1940 года в Нью-Йорке (штат Нью-Йорк, США). У Джой есть сестра, Джен Сенис.
Филбин вела программу «Дома с…» на HGTV и синдицированное домашнее шоу «Хейвен». Она время от времени принимала участие в утреннем ток-шоу мужа «В прямом эфире с Реджисом и Кэти Ли» (1988—2000), а также время от времени вела вместе с ним «В прямом эфире с Реджисом и Келли» в отсутствие Келли Рипы, перед тем, как ему уволиться. Она также снялась вместе со своим мужем в телевизионном комедийном сериале Рипы «Королева экрана» (эпизод 2006 года «Homeless Hal»). Также она появилась в роли самой себя в таких фильмах и телесериалах, как «Малибу-экспресс» (1985), «Ночь и город» (1992), «Без ума от тебя» (эпизод 1993 года «The Man Who Said Hello») и «Мисс Конгениальность 2: Прекрасна и опасна» (2005).
С 1 марта 1970 года Джой замужем за телеведущим Реджисом Филбином. У супругов есть две дочери — Джоанна Л. Филбин (род. 19.03.1973) и Дженнифер Джой Филбин (род. 30.08.1974). Также имеет падчерицу Эми Филбин (род. 1961), пасынка Дэниела Филбина (род. 1967), двух внуков — Уильяма Ксавьера Шура (род. 18.02.2008) и Айви Элизабет Шур (род. 14.07.2010) от младшей Дженнифер и её мужа Майкла Шура.